# Magulla brescoviti
Magulla brescoviti is een spinnensoort in de taxonomische indeling van de vogelspinnen (Theraphosidae).
Het dier behoort tot het geslacht Magulla. De wetenschappelijke naam van de soort werd voor het eerst geldig gepubliceerd in 2008 door Indicatti et al..